# Цята
Цята (д.-рус. цѧта — «дрібна монета», «прикраса») — узвичаєна назва елемента у формі півмісяця, іноді фігурно облямованого, у нижній частині восьмикінцевого хреста. Вважають, що ця прикраса веде своє походження від нашийної гривни. Цятою також називають частину оклада, золоті і срібляні оздоби ікон.
Слово цята походить з давньоруської мови, де цѧта означало прикрасу, оздобу, але первісним його значенням було «вид дрібної монети», оскільки прасл. *cęta вважається похідним від лат. centus («дрібна монета», «сота частина») — прямо чи через посередництво гот. kintus (те ж походження має і слово «цент»). У значенні «окраса», «оздоба» слово «цятка» ще недавно вживалося і в українській мові, але зараз воно означає тільки «краплинка», «крапка», «плямочка».

## Символіка
Часто трапляються твердження, що зображення півмісяця на хресті Російської православної церкви (тоді ще Московської митрополії Константинопольського патріархату) з'явилося після здобуття Москвою Казані в 1552 році — як символ перемоги православ'я над ісламом. Проте, це припущення не відповідає дійсності. Перш за все, відоме, що хрести з «цятою» прикрашали ще давньоруські храми: Церкву Покрови на Нерлі (1165 рік), Димитрієвський собор у Владимирі-на-Клязьмі (1197 рік). Окрім того, півмісяць став емблемою ісламу досить пізно: у 1453 році, після здобуття турками Константинополя. У стародавній Візантії символ півмісяця був відомий з давніх часів, бувши державним знаком імперії.
Справжня символіка цяти інша. По-перше, вона може походити від нашийної гривни, яка і в Стародавній Русі, і у Візантії була знаком царського достоїнства. По-друге, півмісяць є поширеним символом Діви Марії . По-третє, хрест з півмісяцем знизу нагадує за формою якір, котвицю — один з християнських символів. Апостол Павло пише: «хто прибіг прийняти надію, що лежить перед нами, що вони для душі як котвиця, міцна та безпечна» (Євр. 6:18-19). Існують й інші приклади символізму півмісяця: колиска Вифлеємська, у якій лежав новонароджений Ісус, євхаристична чаша, корабель (поширений символ Церкви), хрестильна купіль.